# Península de Long Beach
La península de Long Beach (en inglés: long beach para "playa larga" y península para "península") es una península de 45 kilómetros de largo en la costa del océano Pacífico que está situada en el estado de Washington, Estados Unidos. 
La península limita con el río Columbia al sur, el océano Pacífico al oeste y la bahía de Willapa al este. El extremo norte de la península se llama Leadbetter Point y el extremo sur en la desembocadura del río Columbia se llama Cabo Decepción.

## Historia
Los sedimentos traídos al océano por el río Columbia formaron la península de Long Beach y fue formada hace unos 15 000 años durante la última Edad de Hielo. Con el tiempo, las plantas echaron raíces, se formaron pantanos en las zonas más bajas y los bosques crecieron en terrenos más secos.
Al principio los indios Chinook vivieron en el lugar como en los alrededores aunque no se asentaron en la parte de la costa oceánica por el clima rudo que sale del océano.El capitán inglés John Meares y su tripulación fueron los primeros europeos que la descubrieron en 1788 en su infructuosa búsqueda del paso del Noroeste El cabo Decepción en la parte extrema sur fue nombrado así por el capitán mismo, que también llamó al extremo norte Low Point. El cabo Decepción fue el punto más occidental que fue alcanzado por la expedición de Lewis y Clark en 1805. Más tarde Low Point pasó a llamarse Leadbetter Point en 1852 en honor a Danville Leadbetter, un oficial de inspección costera de EE. UU.. La ciudad de Oysterville fue fundada en 1854 y se hizo próspera gracias a la pesca de ostras. En 1856, se construyó el faro de Cabo Decepción, que ahora es el faro en funcionamiento más antiguo de la costa oeste de los Estados Unidos. Durante la guerra de Secesión, se construyó un fuerte en Cabo Decepción en 1862 para proteger la desembocadura del río Columbia. En 1875 esta fortificación pasó a llamarse Fort Canby y en 1896 se reforzó aún más con la construcción del Fort Columbia. Los dos fuertes costeros se utilizaron con fines militares hasta el final de la Segunda Guerra Mundial.

## Geografía
Con 45 kilómetros, la península de Long Beach tiene la playa de arena más larga de la costa del Pacífico de los Estados Unidos. El conducir con los coches en esa playa está permitido hasta el punto de que la oficina de turismo de la península presume de caificarla como "la playa de arena accesible para los coches más larga del mundo".
Hay cuatro parques estatales en la península:
1. En el extremo norte se encuentra el parque estatal Leadbetter Point y el Refugio Nacional de Vida Silvestre Willapa, que está situado a su frontera en el norte.
2. El pequeño parque estatal Pacific Pines de solo cuatro hectáreas que está en el Ocean Park y que originalmente estaba destinado a ser desarrollado como terreno edificable, pero que ahora sirve como área de pícnic y permite el libre acceso a la playa de arena en la costa del Pacífico.
3. El parque estatal Loomis Lake está ubicado a cuatro millas al sur de la ciudad de Ocean Park. El parque está dividido en dos partes. Un área de 5,5 hectáreas sirve como área de pícnic y acceso gratuito a la playa de arena en la costa del Pacífico. El lago Loomis del mismo nombre, que tiene cuatro kilómetros de largo, no forma parte de ella. El lago, de cuatro kilómetros de longitud y también el lago más grande de la península de Long Beach, bordea la parte mucho más grande del parque estatal con 113 hectáreas. Esta zona sirve como santuario de aves para el cisne trompetista y no es accesible. El lago y el parque llevan el nombre de Louis Loomis, un armador del siglo XIX.
4. El extremo sur de la península está ocupado por el parque estatal Cabo Decepción, de 7,6 kilómetros cuadrados, que cuenta con un gran campamento, dos faros, las reliquias de Fort Canby, así como bosques costeros preservados y marismas de agua salada.

## Clima
La península de Long Beach tiene un clima mediterráneo. Los veranos suelen ser secos y los inviernos fríos. La temperatura media más alta es de 18 grados en agosto y la más baja es de 8 grados en diciembre.

## Economía
Debido a su playa de arena y su fácil acceso desde Portland y Seattle, la península de Long Beach es hoy en día un centro de turismo. Sobre todo las ciudades de Ilwaco, Long Beach y Seaview están fuertemente influenciadas por el turismo. La ciudad de Oysterville en general está completamente protegida como monumento. La pesca de ostras ya no tiene gran importancia en la península.